# Microdytes mariannae
Microdytes mariannae (лат.) — вид жуков-плавунцов рода Microdytes из подсемейства Hydroporinae (Dytiscidae). Длина около 2 мм. Юго-Восточная Азия: Таиланд (провинции Phetchabun и Loei). Голотип был обнаружен в ручье с чистой водой и медленным течением; субстрат — грязь, песок и гравий; листовой мусор и корни тугайных растений. Происхождение видового названия по словам автора описания связано с его супругой, поддержавшей эту работу.

## Описание
Жуки мелких размеров; длина овального тела около 2 мм (2,10—2,25 мм). Голова рыжевато-коричневая; наличник не окаймлённый; мелко и неравномерно, слегка неравномерно пунктирована; только передняя четвертая часть тонко микроретикулирована. Антенны удлинённые. От близких видов отличаются следующими признаками: отметина у основания надкрылий отчетливая; пунктуры на надкрыльях двух типов; постмедианное пятно около шва продольное. Надкрылья без вдавления на латеральной стороне; переднеспинка без поперечной полосы.